# Lepthyphantes emarginatus
Lepthyphantes emarginatus är en spindelart som beskrevs av Fage 1931. Lepthyphantes emarginatus ingår i släktet Lepthyphantes och familjen täckvävarspindlar.
Artens utbredningsområde är Algeriet. Inga underarter finns listade i Catalogue of Life.